# C'est dans la poche
Pour les articles homonymes, voir Matilda.
Pour plus de détails, voir Fiche technique et Distribution.
C'est dans la poche (Matilda) est un  film américain de Daniel Mann sorti en 1978, d'après le roman de Paul Gallico.

## Fiche technique
- Titre original : Matilda
- Titre français : C'est dans la poche
- Réalisation : Daniel Mann
- Scénario : Timothy Galfas et Albert S. Ruddy d'après le roman de Paul Gallico
- Musique : Jerrold Immel
- Direction artistique : Boris Leven
- Décors : Ruby R. Levitt
- Costumes : Jack Martell, Donna Roberts
- Photographie : Jack Woolf
- Montage : Allan Jacobs
- Production : Albert S. Ruddy
- Sociétés de production : American International Pictures et Aspen Productions
- Société de distribution : American International Pictures (États-Unis)
- Pays de production :  États-Unis
- Langue : anglais
- Format : couleur - 35 mm - son mono
- Genre : Comédie
- Durée : 105 minutes
- Dates de sortie : 
  - États-Unis : 22 juin 1978 (New York)
  - France : 8 août 1984
- Affiche : Michel Landi (France)

## Distribution
- Elliott Gould : Bernie Bonnelli
- Clive Revill : Billy Baker
- Harry Guardino : Harry Guardino
- Roy Clark : Wild Bill Wildman
- Karen Carlson : Kathleen Smith
- Art Metrano : Gordon Baum
- Lionel Stander : Pinky Schwab
- Roberta Collins : Tanya Six
- Larry Pennell : Lee Dockerty
- Gary Morgan : Matilda
- Robert Mitchum : Duke Parkhurst